# Отчаянный (фильм, 1995)
«Отча́янный» (исп. Desperado) — боевик с элементами вестерна режиссёра и продюсера Роберта Родригеса, вышедший на экраны в 1995 году. Второй фильм «Мексиканской трилогии» Родригеса, начавшейся в 1992 году с фильма «Музыкант» и завершившейся в 2003 году фильмом «Однажды в Мексике». Премьера «Отчаянного» состоялась на Каннском кинофестивале 1995 года, где фильм был показан вне конкурса.
Главные роли в «Отчаянном» исполнили Антонио Бандерас и Сальма Хайек. Фильм принёс славу Бандерасу и представил Сальму Хайек американской аудитории. Друг Родригеса, Квентин Тарантино, сыграл небольшую роль в начале фильма. Карлос Гальярдо, игравший роль Эль Мариачи в первом фильме трилогии, также сыграл в этом фильме, но уже другую роль.
Слоган: Он вернулся, чтобы свести счёты кое с кем. Со всеми. С каждым.

## Сюжет
Главный герой раньше был великолепным музыкантом. Выступал с друзьями в барах, любил прекрасную девушку. Но однажды всему этому настал конец. По приказу человека, называющего себя «Бучо», ему прострелили руку и убили его любимую. Теперь он не Музыкант, а Отчаянный.

## В ролях
| Актёр              | Роль                       |
| ------------------ | -------------------------- |
| Антонио Бандерас   | Эль-Мариачи (Музыкант)     |
| Сальма Хайек       | Каролина                   |
| Жоаким Ди Альмейда | Бучо                       |
| Чич Марин          | бармен                     |
| Стив Бушеми        | Бушеми                     |
| Карлос Гомес       | правая рука                |
| Тито Ларрива       | Таво                       |
| Анхель Авилес      | Замира                     |
| Дэнни Трехо        | Навахас                    |
| Карлос Гальярдо    | Кампа                      |
| Альберт Мишель     | Куино                      |
| Квентин Тарантино  | рассказчик анекдота, камео |
| Элизабет Родригес  | эпизод                     |

## Производство
Производство картины было запущено в феврале — марте 1993 года, сразу после выхода в прокат предыдущего фильма Роберта Родригеса «Музыкант». «Отчаянный» не планировался как официальное продолжение первого фильма, а должен был стать его высокобюджетным ремейком. Однако Квентин Тарантино предложил несколько изменить сюжет, чтобы у Родригеса получилась его собственная трилогия «Мексиканские доллары», по аналогии со знаменитой трилогией спагетти-вестернов «Доллары» Серджо Леоне, в которой также нет прямой связи между частями, однако многие персонажи появляются во всех частях. Название каждого фильма в серии должно было иллюстрировать одно из прозвищ главного героя, и сначала фильм должен был называться «The Gunman» (исп. El Pistolero), но по требованию студии название было сменено на Desperado. Однако Роберт Родригес добился того, чтобы в Мексике фильм вышел под первым названием.
Во второй половине 1993 года Родригес и его жена, продюсер фильма Элисабет Авельян, начали подбор актёров. На главную женскую роль пробовалась актриса Дженнифер Лопес, но было решено взять неизвестную актрису из Мексики Сальму Хайек, которая после участия в фильме приобрела большую популярность в США. Главная мужская роль досталась Антонио Бандерасу, впоследствии много раз участвовавшему в фильмах Родригеса. Многие актёры, играющие второстепенных персонажей, также снимались у Родригеса, в таких фильмах как «Мачете», трилогия «Дети шпионов», «От заката до рассвета» и т. д. В фильме появились и актёры из оригинального «Музыканта», например, Карлос Гальярдо, сыгравший главную роль в первом фильме, здесь появился во второстепенной роли Кампы. Специально для Стива Бушеми в фильме была написана небольшая роль. Однако создатели никак не могли найти подходящего имени для персонажа и решили так и назвать его — Бушеми. Небольшую роль бухгалтера в сцене перестрелки в баре сыграл помощник режиссёра Диего Сандоваль. Родригес дал небольшие роли в фильме и своим сёстрам, Анджеле Ланца и Патрисии Вонне. Рауль Хулия был подписан на роль Бучо, но ему пришлось покинуть проект из-за осложнений со здоровьем, и роль досталась Жоакиму Ди Алмейда. Сам Хулия вскоре умер, так и не дождавшись премьеры фильма.
Из-за небольшого бюджета (7 млн долл.) создателям пришлось отказаться от многого. В фильме почти отсутствуют спецэффекты, а все трюки исполняют два каскадёра. Бандерас отказался от исполнения трюков из-за низкого гонорара, но он самостоятельно играл на гитаре во всех сценах, где это требовалось от его персонажа.
Съёмки фильма проходили в США и Мексике в 1994 году. Основными городами съёмок стали Сьюдад-Акунья в Мексике и Дель Рио в американском Техасе. Съёмки сцен на барной площадке, где состоялся разговор героев Бушеми и Марина, проходили в реально существующем баре под названием «Corona Club». После окончания съёмок владельцам бара было разрешено оставить часть реквизита и фотографии съёмочной группы, которые украсили стены заведения. Съёмки также проходили в павильонах и на природе. Весь съёмочный процесс был завершён уже к концу 1994 года, однако премьера фильма состоялась лишь 25 августа 1995 года.

## Критика
На сайте-агрегаторе рецензий Rotten Tomatoes у фильма 69%  положительных рецензий на основе 51 отзыва со средней оценкой 6,5 из 10. Консенсус веб-сайта гласит: «Фильм содержит слишком много действий и слишком мало сюжета, чтобы поддерживать интерес, но Антонио Бандерас оказывается харизматичным лидером в изобретательной феерии Роберта Родригеса». На Metacritic фильм получил 55 баллов из 100 на основе 18 рецензий, что означает «смешанные или средние отзывы». 
Тодд Маккарти из Variety написал, что фильм «вряд ли мог бы быть более великолепным на чисто визуальном уровне, но он смертельно анемичен в плане сюжета, персонажей и тематики». Роджер Эберт из «Chicago Sun-Times» оценил фильм на 2 звезды из 4 и написал: «То, что происходит, выглядит потрясающе. Теперь, если он сможет использовать эту техническую возможность для сценария, в котором сюжетная линия будет более глубокой, у него действительно может что-то получиться». Боб Маккейб из Empire поставил фильму 4 звезды из 5 и написал: «Он масштабный, он безрассудный, но «Отчаянный» - это уверенное и очень увлекательное кино». Хайди Стром из Daily Press написала: «Чистый прилив адреналина от начала до конца, «Отчаянный» будет шокировать, забавлять, волновать и вызывать отвращение – но никогда не разочарует».   

## Кассовые сборы
Фильм собрал 25,4 млн долларов в США и Канаде и 58 млн долларов по всему миру.

## Музыка
Большая часть музыки для фильма написана и исполняется группами Los Lobos и Tito & Tarantula. Часть текстов песен написана самим Родригесом. В 1995 году был выпущен альбом Desperado: The Soundtrack с песнями из фильма. Его трек-лист:
1. «Canción del Mariachi» («Morena de Mi Corazón») (Los Lobos and Antonio Banderas) 2:06
2. «Six Blade Knife» (Dire Straits) 4:34
3. «Jack the Ripper» (Link Wray) 2:31
4. «Manifold de Amour» (Latin Playboys) 2:03
5. «Forever Night Shade Mary» (Latin Playboys) 3:00
6. «Pass the Hatchet» (Roger & The Gypsies) 3:00
7. «Bar Fight» (Los Lobos) 1:54
8. «Strange Face of Love» (Tito & Tarantula) 5:51
9. «Bucho’s Gracias (Navajas Attacks)» (Los Lobos) 3:56
10. «Bulletproof» (Los Lobos) 1:42
11. «Bella» (Карлос Сантана) 4:29
12. «Quedate Aqui» (Сальма Хайек) 2:05
13. «Rooftop Action» (Los Lobos) 1:36
14. «Phone Call» (Los Lobos) 2:16
15. «White Train (Showdown)» (Tito & Tarantula) 5:57
16. «Back to the House That Love Built» (Tito & Tarantula) 4:41
17. «Let Love Reign» (Los Lobos) 3:22
18. «Mariachi Suite» (Los Lobos) 4:22